# Ode to My Father
Pour plus de détails, voir Fiche technique et Distribution.
Ode to My Father (hangeul : 국제시장 ; RR : Gukjesijang ; litt. « Le marché (international) de Gukje ») est un film dramatique sud-coréen réalisé par Yoon Je-kyoon en 2014,. Il dépeint l'histoire moderne de la Corée depuis les années 1950 jusqu'à aujourd'hui à travers la vie d'un homme ordinaire et sa participation à des événements tels que l'évacuation de Hungnam durant la guerre de Corée, la décision du gouvernement d'envoyer des infirmières et des travailleurs de mines en Allemagne de l'Ouest dans les années 1960, et la guerre du Viêt Nam.
Il est actuellement le 4e plus gros succès du box-office en Corée du Sud avec 14,2 millions d'entrées,,,, et totalise 105 millions $ de recettes pour un budget de 13,1 millions $.

## Synopsis
En 1950, durant l'évacuation de Hungnam pendant la guerre de Corée, alors que des milliers de réfugiés fuient ce qui deviendra la Corée du Nord à bord de navires militaires américains, un enfant, Deok-soo, est séparé de sa sœur, Mak-soon, dans le chaos. En raison de cela, son père décide de rester derrière pour aller la chercher, disant à son fils d'emmener sa mère et ses deux frères et sœurs jusqu'au port de Pusan, où la tante de Deok-soo possède un magasin de produits importés. Avant de quitter Deok-soo et le reste de sa famille, le père oblige Deok-soo à promettre d’être le chef de famille à sa place.
En tant que fils aîné, Deok-soo devient le soutien de la famille dès son plus jeune âge, faisant toutes sortes de petits boulots pour subvenir aux besoins de la famille. Dans les années 1960, ses besoins financiers l'obligent à se rendre en Europe avec son meilleur ami, Dal-goo, où ils trouvent un travail dangereux comme gastarbeiters (en) (« travailleurs invités ») dans les mines de charbon allemandes pour payer les frais de scolarité de son frère à l'université nationale de Séoul. En Allemagne, Deok-soo tombe amoureux d’une autre travailleuse migrante, l’infirmière Young-ja. Après un accident dans la mine, Deok-soo quitte l'Allemagne en raison de l'expiration de son visa. Young-ja retourne en Corée quelques mois plus tard et lui dit qu'elle est enceinte de lui. Peu de temps après, ils se marient modestement, commencent une vie commune et ont deux fils.
Quelques années passent et la tante de Deok-soo meurt. L'oncle de Deok-soo, maintenant âgé et ayant besoin d'argent, décide de vendre le magasin de produits importés, un acte que Deok-soo désapprouve. Deok-soo décide de quitter la Corée à nouveau dans les années 1970 pour le Viêt Nam en guerre, en partie pour exaucer le vœu de sa sœur de faire un grand mariage en gagnant suffisamment d'argent pour racheter le magasin de produits importés à son oncle. Young-ja est inquiète, connaissant les dangers de la guerre, mais Deok-soo la convainc en partie en poussant son meilleur ami Dal-goo à y aller aussi. En dépit des assurances qu'il a données à sa femme, Deok-soo rentre en Corée infirme avec une jambe boiteuse. Il a été blessé par balle alors qu'il aidait des villageois à s'échapper d'un village viet-cong.
Deok-soo dirige le magasin avec sa femme et la vie s'écoule jusqu'en 1983, date à laquelle les principales chaînes de télévision de Corée du Sud inaugurent des émissions dans lesquelles des familles séparées par la guerre de Corée se retrouvent. Deok-soo est contacté pour apparaître dans l'une de ces émissions car un vieil homme de sa ville natale prétend être son père. À la télévision, les deux réalisent qu’ils sont tous les deux originaires de Hungnam, mais ils ne sont pas père et fils. La famille de Deok-soo est bouleversée par cette méprise, mais peu après, la même émission rappelle Deok-soo à l'antenne dans l’espoir de retrouver sa sœur, Mak-soon, disparue depuis longtemps. La personne présumée est une femme américano-coréenne ayant été adoptée enfant par une famille américaine pendant la guerre de Corée. Deok-soo discute avec elle tout au long de l'émission et réalise qu'elle est bien Mak-soon. Des retrouvailles physiques s'ensuivent lorsque sa sœur rentre en Corée. La mère de Deok-soo décède peu de temps après la réunion.
De nos jours, Deok-soo, devenu âgé, décide enfin de vendre le magasin de produits importés de sa tante, ce qu’il refusait obstinément de faire malgré les problèmes financiers du magasin. Il se rappelle l'évacuation de Hungnam quand il était petit, et de la promesse de son père de retrouver sa famille au magasin, expliquant ainsi pourquoi il l'a acheté et la gardé si longtemps. Dans la scène finale, Deok-soo dit à sa femme qu'il est temps de vendre le magasin, remarquant avec nostalgie que son père est probablement trop vieux pour être encore en vie et revenir.

## Fiche technique
- Titre original : 국제시장
- Titre international : Ode to My Father
- Réalisation : Yoon Je-kyoon
- Scénario : Park Su-jin
- Photographie : Choi Young-hwan
- Montage : Lee Jin
- Musique : Lee Byeong-woo
- Production : Yoon Je-kyoon et Park Ji-seong
- Société de distribution : CJ Entertainment[8]
- Pays d’origine :  Corée du Sud
- Langue originale : coréen, anglais, allemand, vietnamien
- Format : couleur
- Genres : Drame
- Durée : 126 minutes
- Date de sortie :
  - Corée du Sud : 17 décembre 2014
  - États-Unis et Canada : 31 décembre 2014 (Los Angeles) ; 9 janvier 2015
  - Taïwan : 4 septembre 2015

## Distribution
- Hwang Jeong-min : Yoon Deok-soo[9],[10]
- Kim Yoon-jin : Young-ja[11],[12]
- Oh Dal-soo : Dal-goo
- Jung Jin-young (en) : le père de Deok-soo
- Jang Young-nam (en) : la mère de Deok-soo
- Ra Mi-ran : la tante paternelle de Deok-soo
- Kim Seul-gi (en) : Kkeut-soon
- Lee Hyun : Seung-gyu
- Kim Min-jae : Yoon Do-joo
- Tae In-ho : Yoon Gi-joo
- Hwang Seon-hwa : Yoon Seon-joo
- Uhm Ji-seong : Deok-soo jeune
- Jang Dae-woong : Dal-goo jeune
- Shin Rin-ah : Mak-soon jeune
- Lee Ye-eun : Yoon Seo-yeon
- Choi Jae-sub : mineur coréen 1
- Jung Young-ki : mineur coréen 2
- Yoo Jung-ho : mineur coréen 3
- Maeng Se-chang (en) : mineur coréen 4
- Hong Seok-yeon : l'oncle de Deok-soo
- Stella Choe Kim : Mak-soon Yoon[13]
- Matthew Douma : le mari américain de Mak-soon[14]
- Jeon So-mi : la fille aînée de Mak-soon[14]
- Evelyn Douma : la fille cadette de Mak-soon[14]
- Go Yoon (en) : Hyun Bong-hak
- Nam Jin-bok : Chung Ju-yung
- Park Seon-woong : André Kim (en)
- Hwang In-joon : Announcer Kim Dong-geon
- Park Young-seo : le président de l'organisation de jeunesse
- Jung Yun-ho : Nam Jin (en)[15]
- Anupam Tripathi, un sri-lankais

## Production
Ode to My Father est principalement tourné à Pusan, la ville natale du réalisateur Yoon Je-kyoon où il a également tourné ses précédents films, Miracle on 1st Street (en) (2007) et The Last Day (2009). Le tournage dure du 3 septembre au 25 décembre 2013, notamment au marché de Gukje (en), le plus grand marché de rue en plein air de Pusan qui a ouvert dans les années 1950 avec une série d'étals installés par des réfugiés chassés par la guerre cherchant à gagner leur vie modestement. Le tournage a également lieu à l'étranger, notamment en République tchèque et en Thaïlande (remplaçant respectivement l'Allemagne et le Viêt Nam). La popularité du film a par la suite stimulé le tourisme à Pusan, avec des visites guidées des lieux présentés dans le film, tels que le marché de Gukje, le marché de Jagalchi (en), Nampo-dong et Chojang-dong,.
Avec un budget de 13,1 millions $, Ode to My Father est la première grosse production coréenne à avoir mis en place un contrat de travail standard pour l’équipe, qui stipule que ses membres ne peuvent travailler plus de 12 heures par jour. Ils reçoivent une rémunération pour les heures supplémentaires et une journée complète de congé une fois par semaine. Les domaines de la culture, des arts et des loisirs en Corée ignorent généralement les lois et règlements du travail car une tradition profondément enracinée fait que les jeunes employés sont surchargés de travail mais rarement payés. Après une longue campagne des professionnels du cinéma, le premier film coréen réalisé avec un contrat de travail standard est Venus Talk (en) en 2013, mais Ode to My Father est allé plus loin en faisant respecter le contrat dès la phase de pré-production et en veillant à ce que les bonus soient distribués équitablement à l'ensemble de l'équipe. Le réalisateur Yoon déclare que les coûts de production ont augmenté de 300 millions de won à cause de ces contrats, mais que les gens travaillent plus dur et plus volontiers, ce qui finit par améliorer la qualité du travail.

## Sortie
Le film sort en Corée du Sud le 17 décembre 2014. Il domine le box-office, attirant 1,5 million de spectateurs durant ses cinq premiers jours pour un total de 1,5 milliard de won de recettes,. Le film reste n°1 pendant cinq semaines consécutives, malgré la concurrence de nombreuses nouveautés. Au 13 janvier 2015, il totalise 10 001 709 entrées, ce qui en faisait le 11e film coréen (et le 14e au total) à atteindre 10 millions d'entrées dans l'histoire du pays,,,,.
Dans sa huitième semaine d'exploitation, Ode to My Father est devenu le 2e plus gros succès du box-office en Corée du Sud de l'histoire du cinéma sud-coréen, avec 14,2 millions d'entrées,. Au 1er mars 2015, le film a rapporté 105 millions $ de recettes en Corée du Sud.
En Amérique du Nord, le film est projeté pour la première fois à Los Angeles le 31 décembre 2014 et attire plus de 6 000 spectateurs après quatre jours de sortie, principalement des immigrants coréens de première génération âgés de plus de 50 ans. À compter du 9 janvier 2015, il sort dans 43 villes américaines et canadiennes telles que New York, Chicago, Washington D.C., Boston, Seattle, Toronto, et Vancouver.
Il est également projeté dans la section Panorama de la Berlinale 2015 avec parmi le public, 20 immigrants d'origine coréenne de première génération, dont les expériences sont visibles dans le film,.

## Accueil critique
Le film reçoit des critiques mitigées et suscite une controverse au sujet de sa prétendue tentative d'idéalisation du passé sous les régimes autoritaires. Cela commence lorsque la présidente Park Geun-hye insiste sur la nécessité du patriotisme en citant une scène du film dans laquelle le mari et la femme arrêtent soudainement une dispute et rendent hommage au drapeau national lorsqu'ils entendent l'hymne national. Plusieurs critiques de films et de la culture le qualifie de film « conservateur » ou de « droite » qui glorifie l'industrialisation, bien que le chef de l'opposition libérale Moon Jae-in soit en désaccord, affirmant que « c'était la réalité de cette période ». Le critique Huh Ji-woong déclare qu'il « soulignait que les sacrifices des personnes âgées comparées à leurs attitudes nonchalantes actuelles devraient être identifiées comme un problème réel », tandis que le critique Chin Jung-kwon déclare que le film s'apparente à un « drame larmoyant de mauvaise catégorie ».
En dépit de l'accueil mitigé des critiques, le film continue d'être populaire parmi le public. Selon le critique de journal, Jeong Ji-wuk, le débat politique aide de façon ironique le résultat du film au box-office : « Il a réussi à dépasser les 10 millions de spectateurs par la combinaison de plusieurs facteurs, tels que l'histoire d'une famille et d'un père, la curiosité suscitée par les débats politiques, et une stratégie marketing agressive de CJ Entertainment ». On pense également que la nostalgie est la force motrice de son succès commercial, les spectateurs âgés de 40 ans et plus représentant 34,5% des ventes de billets (malgré l'absence relative de buzz sur les réseaux sociaux). Le critique Kim Hyeong-seok déclare : « Le public qui a vécu à l'époque dans laquelle Deok-soo a vécu aura l'impression que le film est un hommage et se sent nostalgique et réconforté ».
Le réalisateur Yoon a toutefois déclaré qu'il avait délibérément exclu tout point de vue politique dans le film et qu'il « voulait seulement parler de son père et de sa génération, qui se sont sacrifiés pour leurs enfants » et « a fait un film familial qui puisse être regardé par trois générations différentes ». Considérant le film comme un hommage personnel à son père (il a utilisé les vrais noms de ses parents, Deok-soo et Young-ja, pour les personnages principaux), Yoon déclare : « Mon père est décédé quand j'étais à la fac et je n'ai pas eu la chance de lui dire merci. J'espère que le film servira de message entre l'ancienne et la jeune génération, ».

## Adaptations
Une adaptation indienne, Bharat (en), avec les acteurs de Bollywood Salman Khan et Katrina Kaif et réalisée par Ali Abbas Zafar (en), est annoncée pour 2019.

## Prix et nominations
| Année | Prix                                                                  | Catégorie                                     | Récipiendaire                                                                         | Issue      |
| ----- | --------------------------------------------------------------------- | --------------------------------------------- | ------------------------------------------------------------------------------------- | ---------- |
| 2015  | 10e cérémonie des Max Movie Awards                                    | Meilleur film                                 | Ode to My Father                                                                      | Nomination |
| 2015  | 10e cérémonie des Max Movie Awards                                    | Meilleur réalisateur                          | Yoon Je-kyoon                                                                         | Nomination |
| 2015  | 10e cérémonie des Max Movie Awards                                    | Meilleur acteur                               | Hwang Jeong-min                                                                       | Nomination |
| 2015  | 10e cérémonie des Max Movie Awards                                    | Meilleur acteur dans un rôle secondaire       | Oh Dal-soo                                                                            | Nomination |
| 2015  | 10e cérémonie des Max Movie Awards                                    | Meilleure actrice dans un rôle secondaire     | Ra Mi-ran                                                                             | Nomination |
| 2015  | 10e cérémonie des Max Movie Awards                                    | Meilleure nouvelle actrice                    | Kim Seul-gi (en)                                                                      | Lauréat    |
| 2015  | 20e cérémonie des Chunsa Film Art Awards                              | Meilleur acteur                               | Hwang Jeong-min                                                                       | Nomination |
| 2015  | 20e cérémonie des Chunsa Film Art Awards                              | Meilleur scénario                             | Park Su-jin                                                                           | Lauréat    |
| 2015  | 20e cérémonie des Chunsa Film Art Awards                              | Prix spécial du public pour le meilleur film  | Ode to My Father                                                                      | Lauréat    |
| 2015  | 9e cérémonie des Asian Film Awards                                    | Meilleur film                                 | Ode to My Father                                                                      | Nomination |
| 2015  | 17e cérémonie du Festival du film d'Extrême-Orient d'Udine            | Prix du public                                | Ode to My Father                                                                      | Lauréat    |
| 2015  | 51e cérémonie des Baeksang Arts Awards                                | Meilleur réalisateur                          | Yoon Je-kyoon                                                                         | Nomination |
| 2015  | 10e cérémonie des APN Awards,                                         | Récipiendaire                                 | Yoon Je-kyoon                                                                         | Lauréat    |
| 2015  | 19e cérémonie du Festival international du film fantastique de Puchon | Prix It Star                                  | Oh Dal-soo                                                                            | Lauréat    |
| 2015  | 24e cérémonie des Buil Film Awards                                    | Meilleur acteur dans un rôle secondaire       | Oh Dal-soo                                                                            | Nomination |
| 2015  | 24e cérémonie des Buil Film Awards                                    | Meilleur scénario                             | Park Su-jin                                                                           | Nomination |
| 2015  | 24e cérémonie des Buil Film Awards                                    | Prix du jury des lecteurs de Buil             | Ode to My Father                                                                      | Lauréat    |
| 2015  | 35e cérémonie des Korean Association of Film Critics Awards           | Top 10 des films de l'année                   | Ode to My Father                                                                      | Lauréat    |
| 2015  | 52e cérémonie des Grand Bell Awards                                   | Meilleur film                                 | Ode to My Father                                                                      | Lauréat    |
| 2015  | 52e cérémonie des Grand Bell Awards                                   | Meilleur réalisateur                          | Yoon Je-kyoon                                                                         | Lauréat    |
| 2015  | 52e cérémonie des Grand Bell Awards                                   | Meilleur acteur                               | Hwang Jeong-min                                                                       | Lauréat    |
| 2015  | 52e cérémonie des Grand Bell Awards                                   | Meilleure actrice                             | Kim Yoon-jin                                                                          | Nomination |
| 2015  | 52e cérémonie des Grand Bell Awards                                   | Meilleur acteur dans un rôle secondaire       | Oh Dal-soo                                                                            | Lauréat    |
| 2015  | 52e cérémonie des Grand Bell Awards                                   | Meilleure actrice dans un rôle secondaire     | Ra Mi-ran                                                                             | Nomination |
| 2015  | 52e cérémonie des Grand Bell Awards                                   | Meilleur scénario                             | Park Su-jin                                                                           | Lauréat    |
| 2015  | 52e cérémonie des Grand Bell Awards                                   | Meilleure photographie                        | Choi Young-hwan                                                                       | Lauréat    |
| 2015  | 52e cérémonie des Grand Bell Awards                                   | Meilleur montage                              | Lee Jin                                                                               | Lauréat    |
| 2015  | 52e cérémonie des Grand Bell Awards                                   | Prix spécial de haute technologie             | Han Tae-jeong, Son Seung-hyeon, Kim Dae-jun, Kim Jeong-su, Akira Kai (effets visuels) | Lauréat    |
| 2015  | 52e cérémonie des Grand Bell Awards                                   | Prix spécial de haute technologie             | Lee Hee-eun, Hwang Hyo-kyun (maquillage spécial)                                      | Nomination |
| 2015  | 52e cérémonie des Grand Bell Awards                                   | Meilleur enregistrement de son                | Lee Seung-cheol, Han Myeong-hwan                                                      | Lauréat    |
| 2015  | 52e cérémonie des Grand Bell Awards                                   | Meilleur planification                        |                                                                                       | Lauréat    |
| 2015  | 36e cérémonie des Blue Dragon Film Awards                             | Meilleur film                                 | Ode to My Father                                                                      | Nomination |
| 2015  | 36e cérémonie des Blue Dragon Film Awards                             | Meilleur réalisateur                          | Yoon Je-kyoon                                                                         | Nomination |
| 2015  | 36e cérémonie des Blue Dragon Film Awards                             | Meilleur acteur dans un rôle secondaire       | Oh Dal-soo                                                                            | Lauréat    |
| 2015  | 36e cérémonie des Blue Dragon Film Awards                             | Meilleure actrice dans un rôle secondaire     | Ra Mi-ran                                                                             | Nomination |
| 2015  | 36e cérémonie des Blue Dragon Film Awards                             | Meilleur montage                              | Lee Jin                                                                               | Nomination |
| 2015  | 36e cérémonie des Blue Dragon Film Awards                             | Meilleure direction artistique                | Ryu Seong-hee                                                                         | Lauréat    |
| 2015  | 36e cérémonie des Blue Dragon Film Awards                             | Meilleure musique                             | Lee Byeong-woo                                                                        | Nomination |
| 2015  | 36e cérémonie des Blue Dragon Film Awards                             | Prix technique                                | Han Tae-jeong, Son Seung-hyeon, Kim Dae-jun, Kim Jeong-su, Akira Kai (Visual Effects) | Nomination |
| 2015  | 36e cérémonie des Blue Dragon Film Awards                             | Prix du public pour le film le plus populaire | Ode to My Father                                                                      | Lauréat    |